# Johnny "Guitar" Watson
John Watson, Jr. (Houston, 3 de fevereiro de 1935 – Yokohama, 17 de maio de 1996), conhecido profissionalmente como Johnny "Guitar" Watson, foi guitarrista/cantor estadunidense de  rhythm and blues, soul e  funk. Tocando guitarra elétrica no estilo de T-Bone Walker, Watson gravou ao longo das décadas 1950 e 1960, fazendo um relativo algum sucesso. Sua reinvenção criativa na década de 1970 tocando funk e soul, Watson teve sucessos com as canções "Ain't That a Bitch", "I Need It" and "Superman Lover". Sua carreira de sucesso durou quarenta anos, sua canção mais popular foi  "A Real Mother For Ya" (1977). 

## Infância
Watson nasceu em Houston, Texas. Seu pai, John Sr., era pianista e ensinou o filho a tocar o instrumento. Mas o jovem Watson se sentiu imediatamente atraído pelo som da guitarra, especialmente a guitarra elétrica tocada por T-Bone Walker e Clarence "Gatemouth" Brown.
Seu avô, que era pregador, também era musical. "Meu avô costumava cantar enquanto tocava violão na igreja", lembrou Watson muitos anos depois. Quando Johnny tinha 11 anos, seu avô lhe ofereceu uma guitarra com a condição de que ele não tocasse nenhuma das "músicas do diabo". Seus pais se separaram em 1950, quando ele tinha 15 anos. Sua mãe se mudou para Los Angeles e levou Watson com ela.

## Início da carreira
Na nova cidade, Watson venceu vários concursos locais de talentos. Isso levou ao seu emprego, ainda adolescente, em bandas de jump blues como Mellotones de Chuck Higgins e a banda de Amos Milburn. Ele atuava como vocalista, pianista e guitarrista. Rapidamente fez nome nos juke joints da comunidade negra da Costa Oeste, onde gravou pela primeira vez com a Federal Records em 1952. Era anunciado como Young John Watson até 1954. Nesse ano, viu o filme Johnny Guitar com Joan Crawford, e adotou seu novo nome artístico.
Em 7 de junho de 1953, Shorty Rogers incluiu Watson em sua orquestra para se apresentar na nona edição do Cavalcade of Jazz, no Wrigley Field em Los Angeles, evento produzido por Leon Hefflin, Sr. Também participaram Roy Brown, Don Tosti e sua banda mexicana de jazz, Earl Bostic, Nat King Cole e Louis Armstrong com Velma Middleton.
Watson adotava uma personalidade ousada e bem-humorada, com gosto por roupas chamativas e um estilo de palco extravagante. Seu modo agressivo de tocar, sem palheta, fazia com que ele precisasse trocar as cordas da guitarra uma ou duas vezes por show, pois "abusava delas", segundo suas próprias palavras. O instrumental "Space Guitar", de 1954, foi a primeira gravação a mostrar sua "loucura fora dos padrões" na guitarra elétrica, embora não tenha feito sucesso nas paradas. Segundo o historiador Larry Birnbaum, foi com essa música que ele "se encontrou como guitarrista". Watson influenciaria gerações futuras. Sua canção "Gangster of Love" foi lançada pela primeira vez em 1957 pela Keen Records. Não entrou nas paradas na época, mas foi regravada e se tornou um sucesso em 1978, tornando-se sua canção mais famosa.
Ele excursionou e gravou com seu amigo Larry Williams, além de Little Richard, Don and Dewey, the Olympics, Johnny Otis e, nos anos 70, com David Axelrod. Em 1975, participou de duas faixas do álbum One Size Fits All, de Frank Zappa. Também tocou com Herb Alpert e George Duke. Com o declínio do blues e a ascensão da soul music nos anos 60, Watson se reinventou como cantor de soul urbano, adotando um estilo marcante,  dentes dourados, chapéus de aba larga, ternos chamativos, óculos enormes e joias ostensivas.
Ele ajustou sua música para acompanhar o novo estilo. Seus álbuns Ain’t That a Bitch (com os sucessos "Superman Lover" e "I Need It") e A Real Mother For Ya (1977) fundiram funk e blues. O crítico Robert Christgau escreveu que Watson havia aperfeiçoado seu próprio estilo de funk fácil de ouvir. Embora as faixas com riffs se estendessem demais, eram agradáveis e tinham letras afiadas. O single "A Real Mother for Ya", de 1977, foi seu maior sucesso nas paradas.

## Fase posterior
O álbum Love Jones foi lançado em 1980. A morte de seu amigo Larry Williams, assassinado a tiros em 1980, e outros problemas pessoais fizeram com que Watson se afastasse temporariamente dos holofotes nos anos 80. "Me envolvi com as pessoas erradas fazendo as coisas erradas", declarou ao The New York Times.
O lançamento do álbum Bow Wow em 1994 lhe trouxe mais visibilidade e sucesso do que jamais tivera. O álbum foi indicado ao Grammy. Em uma entrevista em 1994 com David Ritz, para o encarte da coletânea The Funk Anthology, perguntaram a Watson se sua música "Telephone Bill", de 1980, antecipava o rap. "Antecipava?", respondeu ele. "Eu inventei isso! E não fui o único. Falar letras rimadas com uma batida era algo comum nos clubes de Macon a Memphis. Falar sempre foi o negócio. Quando canto, estou falando com melodia. Quando toco, estou falando com a guitarra. Posso estar falando besteira, baby, mas estou falando".
Em 1995, recebeu um prêmio Pioneer da Rhythm and Blues Foundation em cerimônia no Hollywood Palladium. Em fevereiro do mesmo ano, foi entrevistado por Tomcat Mahoney para seu programa de rádio em Nova York. Falou longamente sobre seus ídolos e os artistas que influenciou, mencionando Guitar Slim, Jimi Hendrix, Frank Zappa e Stevie Ray Vaughan. Participou do último álbum de estúdio de Bo Diddley, A Man Amongst Men (1996), tocando vocoder e cantando em duas faixas.
"Johnny sempre esteve atento ao que acontecia ao seu redor", lembrou Susan Maier Watson, que depois se tornaria sua esposa, em entrevista para o encarte do álbum The Very Best of Johnny 'Guitar' Watson. "Ele se orgulhava de conseguir mudar com os tempos e não ficar preso ao passado".

## Morte
Watson morreu de ataque cardíaco durante uma turnê, em 17 de maio de 1996, colapsando no palco do Ocean Boulevard Blues Cafe em Yokohama, Japão. Por volta das 19h40, enquanto cantava o primeiro verso de "Superman Lover", sua primeira música da noite, fez um gesto como se empurrasse o pedestal do microfone em direção ao público, levou a mão ao peito e caiu de costas. Foi declarado morto menos de duas horas depois, em um hospital próximo. Dois dias depois, um integrante de sua banda disse ao público: "Johnny dizia que, se fosse morrer, queria morrer no palco". Ele tinha 61 anos. Watson deixou dois filhos. Foi sepultado no Forest Lawn Memorial Park, em Glendale, Califórnia, no Grande Mausoléu, Santuário da Honra Duradoura.
Desde 2022, seu filho De Jon trabalha para o time de beisebol Washington Nationals.

## Influência
Watson declarou: "Eu tocava guitarra de ponta-cabeça, tinha um cabo de 45 metros e subia no teto do auditório – aquelas coisas que o Jimi Hendrix fazia, eu comecei com essa merda!"
Frank Zappa disse que a música "Three Hours Past Midnight", de 1956, o inspirou a se tornar guitarrista. Watson colaborou em vários álbuns de Zappa, incluindo One Size Fits All (1975), Them or Us (1984), Thing-Fish (1984) e Frank Zappa Meets the Mothers of Prevention (1985).
Steve Miller gravou "Gangster of Love" em seu álbum Sailor (1968). Em 1969, usou a frase "Gangster of Love" em "Space Cowboy", e em 1973, em "The Joker". Também se referiu a ela em "The Gangster Is Back", de 1971.
Jimmie Vaughan, irmão de Stevie Ray Vaughan, disse: "Quando eu e Stevie crescíamos em Dallas, idolatrávamos poucos guitarristas. Johnny 'Guitar' Watson estava no topo, junto com Freddie, Albert e B. B. King". Watson influenciou Jimi Hendrix, Sly Stone, Etta James e Stevie Ray Vaughan.
Bobby Womack disse:
"Musicalmente, ele (Watson) era o pistoleiro mais perigoso por aí, mesmo quando outros faziam muito barulho nas paradas – estou pensando em Sly Stone ou George Clinton."
Etta James declarou, em uma entrevista no Festival Internacional de Jazz de Rochester em 2006:
"Johnny 'Guitar' Watson... simplesmente um dos meus cantores favoritos de todos os tempos. Eu o conheci quando estávamos ambos na estrada com Johnny Otis nos anos 50, quando eu era adolescente. Viajamos pelo país juntos de carro, então eu o ouvia cantar todas as noites. O estilo vocal dele foi o que eu adotei quando tinha 17 anos — as pessoas costumavam me chamar de 'a versão feminina do Johnny 'Guitar' Watson' e ele de 'a versão masculina da Etta James'... Ele sabia o que era o blues de verdade."
James também é citada dizendo:
"Eu tirei tudo do Johnny... Ele foi meu principal modelo... Todo o meu estilo em baladas vem de eu imitar o estilo do Johnny... Ele era o mais incrível e o melhor... Johnny 'Guitar' Watson não era apenas um guitarrista: o homem era um músico completo. Ele sabia fazer arranjos; podia compor uma melodia linda ou um groove sujo num piscar de olhos; criava harmonias e conseguia inventar um som inteiro."
Entrevistado após a morte de Watson, o produtor de blues Mike Vernon, amigo e colega, disse:
"No mundo do blues, há pouquíssimos talentos inovadores do porte de Johnny 'Guitar' Watson... John experimentava constantemente, tentava acompanhar os tempos e criou muita música fantástica, que os 'puristas' do blues tendem a desprezar. Um talento como o de John é muito difícil de conter."

## Discografia

### Álbuns
- 1958 Gangster of Love (King)
- 1963 I Cried for You (Cadet 4056) (featuring Watson on piano)
- 1963 Johnny Guitar Watson (King)
- 1964 The Blues Soul of Johnny Guitar Watson
- 1965 Larry Williams Show with Johnny Guitar Watson (como "convidado")
- 1967 Bad
- 1967 In the Fats Bag
- 1967 Two for the Price of One (com Larry Williams)
- 1973 Listen (Fantasy 9437)
- 1975 I Don't Want to Be Alone, Stranger (Fantasy 9484)
- 1975 The Gangster Is Back
- 1976 Ain't That a Bitch (DJM 3)
- 1976 Captured Live
- 1977 A Real Mother for Ya
- 1977 Funk Beyond the Call of Duty (DJM 714)
- 1978 Watsonian Institute- Master Funk" (DJlPA-13)
- 1978 Giant (DJM 19)
- 1978 Gettin' Down with Johnny "Guitar" Watson
- 1979 What the Hell Is This? (DJM 24)
- 1980 Love Jones
- 1981 Johnny "Guitar" Watson and the Family Clone
- 1982 That's What Time It Is
- 1984 Strike on Computers
- 1985 Hit the Highway
- 1992 Plays Misty
- 1994 Bow Wow (Wilma 71007)

### Singles

#### Singles que apareceram em paradas musicais
| Ano  | Single                                                        | Selo (n.)      | Desempenho | Desempenho | Desempenho |
| Ano  | Single                                                        | Selo (n.)      | US Pop     | US R&B     | UK         |
| ---- | ------------------------------------------------------------- | -------------- | ---------- | ---------- | ---------- |
| 1955 | "Those Lonely, Lonely Nights"                                 | RPM 436        | –          | 10         | –          |
| 1956 | "Three Hours Past Midnight"                                   | RPM 455        | –          | –          | –          |
| 1962 | "Cuttin' In"                                                  | King 5579      | –          | 6          | –          |
| 1967 | "Mercy, Mercy, Mercy" Larry Williams & Johnny Watson          | Okeh 7274      | 96         | 23         | –          |
| 1968 | "Nobody" Larry Williams & Johnny Watson with The Kaleidoscope | Okeh 7300      | –          | 40         | –          |
| 1974 | "Like I'm Not Your Man"                                       | Fantasy 721    | –          | 67         | –          |
| 1975 | "I Don't Want To Be A Lone Ranger"                            | Fantasy 739    | 99         | 28         | –          |
| 1975 | "It's Too Late"                                               | Fantasy 752    | –          | 76         | –          |
| 1976 | "I Need It"                                                   | DJM 1013       | 101        | 40         | 35         |
| 1976 | "Superman Lover"                                              | DJM 1019       | 101        | 19         | –          |
| 1977 | "A Real Mother For Ya"                                        | DJM 1024       | 41         | 5          | 44         |
| 1977 | "Lover Jones"                                                 | DJM 1029       | –          | 34         | –          |
| 1978 | "Love That Will Not Die"                                      | DJM 1034       | –          | 59         | –          |
| 1978 | "Gangster of Love"                                            | DJM 1101       | –          | 32         | –          |
| 1979 | "What The Hell Is This?"                                      | DJM 1106       | –          | 83         | –          |
| 1980 | "Love Jones"                                                  | DJM 1304       | –          | 28         | –          |
| 1980 | "Telephone Bill"                                              | DJM 1305       | –          | 45         | –          |
| 1982 | "The Planet Funk"                                             | A&M 2383       | –          | 62         | –          |
| 1984 | "Strike on Computers"                                         | Valley Vue 769 | –          | 77         | –          |
| 1994 | "Bow Wow"                                                     | Wilma 72515    | –          | 89         | –          |
| 1995 | "Hook Me Up"                                                  | Wilma 72533    | –          | 48         | –          |

#### Demais Singles
- 1954 Space Guitar / Half-Pint A-Whiskey (Federal 12175)
- 1956 Three Hours Past Midnight /Ruben (RPM 455)
- 1957 Gangster of Love / One Room Country Shack (Keen 3-4005)
- 1960 Johnny Guitar / Untouchable (Arvee 5016)
- 1960 Falling In Love / Rat Now (Goth 101)
- 1961 Looking Back / The Eagle Is Back (Escort 106)
- 1962 Cuttin' In / Broke and Lonely (King 5579) (French cover by Johnny Hallyday: Excuse-moi partenaire)
- 1963 Gangster of Love / In the Evenin' (King 5774)
- 1964 Ain't Gonna Move / Baby Don't Leave (Jowat 118)
- 1965 Big Bad Wolf / You Can Stay (Magnum 726)
- 1966 Keep on Lovin' You / South Like West (Okeh 7263)
- 1967 Hold On, I'm Comin' / Wolfman (Okeh 7270)
- 1967 Johnny Watson and Larry Williams – Mercy, Mercy, Mercy / A Quitter Never Wins (Okeh 7274)
- 1967 Johnny Watson and Larry Williams – Too Late / Two for the Price of One (Okeh 7281)
- 1967 I'd Rather Be Your Baby / Soul Food (Okeh 7290)
- 1967 Johnny Watson and Larry Williams – Find Yourself Someone To Love / Nobody (Okeh 7300)
- 1967 She'll Blow Your Mind / Crazy About You (Okeh 7302)
- 1973 Like Not Your Man / You Bring Love (Fantasy 721)
- 1975 It's Too Late / Tripping (Fantasy 752)
- 1976 Ain't That A Bitch / Won't You Forgive Me Baby (DJM 1020)
- 1976 I Wanna Ta-Ta Ya
- 1976 I Need It / Since I Met You Baby
- 1976 Superman Lover / We're No Exception
- 1977 A Real Mother For Ya / Nothing Left To Be Desired (DJM 1024)
- 1977 Lover Jones / Tarzan (DJM 1029)
- 1977 It's A Damn Shame / Love That Will Not Die (DJM 1034)
- 1977 The Real Deal / Tarzan
- 1978 Gangster of Love / Guitar Disco (DJM 1101)
- 1978 Virginia's Pretty Funky / The Institute (DJM 1100) (The Watsonian Institute)
- 1978 Miss Frisco (Queen of the Disco) / Tu Jours Amour
- 1978 I Need It / Superman Lover
- 1979 What The Hell Is This? / Can You Handle It (DJM 1106)